# Emeritus (album)
Albums de Scarface
Made
(2007) Deeply Rooted
(2015)
Singles
1. High Powered
Sortie : 2008

Emeritus est le onzième album studio de Scarface, sorti le 2 décembre 2008.
L'album s'est classé 4e au Top R&B/Hip-Hop Albums et 24e au Billboard 200.

## Liste des titres
| No  | Titre                                                                   | Auteur                                                               | Contient un (des) sample(s) de                                                         | Durée |
| --- | ----------------------------------------------------------------------- | -------------------------------------------------------------------- | -------------------------------------------------------------------------------------- | ----- |
| 1.  | Intro (featuring J. Prince – Produit par Mike Dean et Scarface)         | M. Dean, B. Jordan, J. Prince                                        |                                                                                        | 3:58  |
| 2.  | High Powered (featuring Papa RueN.O. Joe)                               | J. Johnson, B. Jordan                                                |                                                                                        | 3:04  |
| 3.  | Forgot About Me (featuring Lil Wayne et Bun B – Produit par Cool & Dre) | D. Carter, B. Freeman, B. Jordan, A. Lyon, E. Montilla, M. Valenzano | Just a Prisoner de Billy Paul                                                          | 3:36  |
| 4.  | Can't Get Right (featuring Bilal – Produit par Nottz)                   | B. Jordan, D. Lamb, B. Oliver                                        | Good Luck Charm des Ohio Players                                                       | 4:04  |
| 5.  | Still Here (featuring Shateish – Produit par Nottz)                     | T. Cook, B. Jordan, D. Lamb                                          | Dead Homiez d'Ice Cube                                                                 | 3:53  |
| 6.  | It's Not a Game (Produit par Illmind)                                   | R. Ibanga Jr., B. Jordan                                             |                                                                                        | 3:47  |
| 7.  | Who Are They (featuring K-Rino et Slim Thug – Produit par Illmind)      | R. Ibanga Jr., B. Jordan, E. Kaiser, S. Thomas                       |                                                                                        | 3:58  |
| 8.  | Soldier Story (featuring Z-Ro – Produit par Tone Capone)                | A. Gilmour, B. Jordan, J. McVey                                      |                                                                                        | 4:25  |
| 9.  | Redemption Song (Produit par N.O. Joe)                                  | J. Johnson, B. Jordan                                                |                                                                                        | 3:15  |
| 10. | High Note (Produit par Jake One)                                        | J. Dutton, B. Jordan                                                 | Never Let You Be Without Love de Willie Hutch The Loneliest Man in Town de Side Effect | 3:54  |
| 11. | We Need You (featuring Wacko – Produit par N.O. Joe)                    | D. Grisom, J. Johnson, B. Jordan                                     |                                                                                        | 3:28  |
| 12. | Unexpected (featuring Wacko – Produit par Young Cee et Sha Money XL)    | M. Clervoix, D. Grisom, B. Jordan, R. Thompson                       |                                                                                        | 4:11  |
| 13. | Emeritus (Produit par Scram Jones)                                      | B. Jordan, M. Shemer                                                 | The Rill Thing de Little Richard                                                       | 3:31  |
| 14. | Outro (Produit par Mike Dean)                                           | M. Dean, B. Jordan                                                   |                                                                                        | 1:12  |